# Dagobert Duck

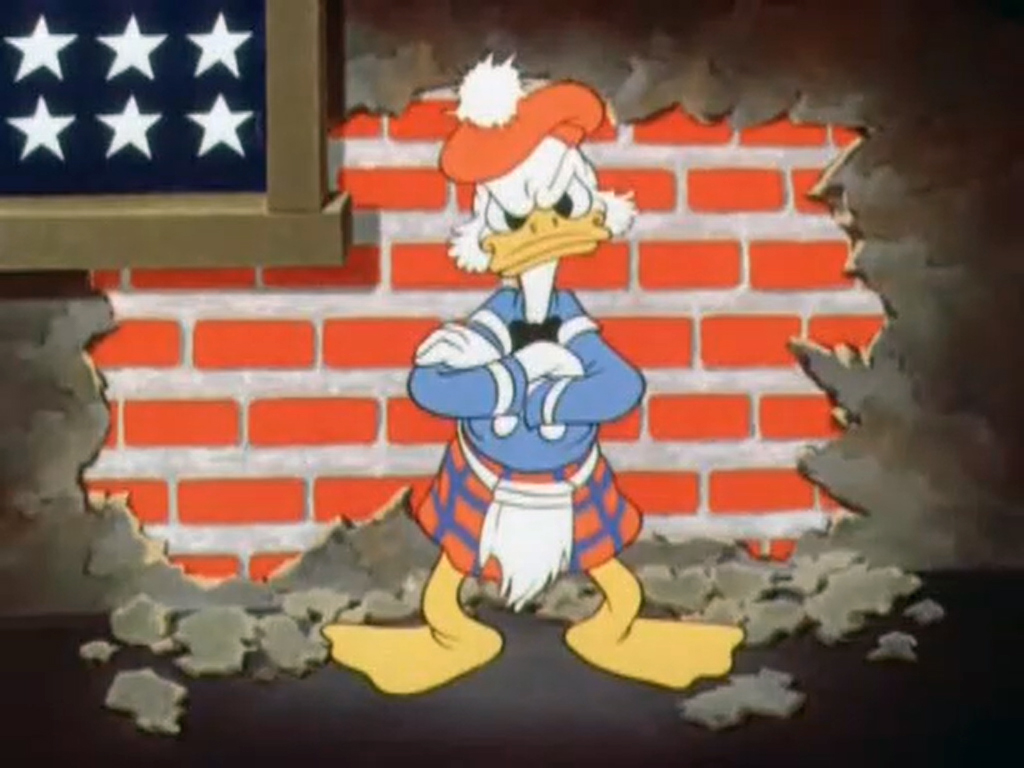
Eine mögliche Vorgänger-Figur aus dem Kurzfilm The Spirit of ’43

Dagobert Duck (häufig auch Onkel Dagobert, Kosename Bertel, im englischen Original Scrooge McDuck oder Uncle Scrooge bzw. $crooge McDuck, Uncle $crooge; Kosename Scroogey) ist eine ursprünglich US-amerikanische Comicfigur in anthropomorpher Entengestalt. Carl Barks, der einflussreichste Disney-Zeichner von Geschichten rund um die Familie Duck, erfand die Figur 1947; sie gilt als seine wichtigste Schöpfung. Nachdem Dagobert dabei zunächst nur gelegentlich als Nebenfigur in den Geschichten um seinen Neffen Donald Duck aufgetreten war, schrieb Barks in den 1950er Jahren immer mehr Geschichten mit Dagobert in der Hauptrolle und widmete ihm schließlich eine eigene Heftreihe. Neben Barks hat der Comiczeichner Don Rosa entscheidend zur Fortentwicklung der Figur beigetragen, indem er sie immer wieder zum Protagonisten seiner umfangreichen Geschichten machte und ihr in den Jahren 1991 bis 1994 eine zwölfteilige Biografie mit dem Titel Onkel Dagobert – Sein Leben, seine Milliarden widmete.
Heute wird die Figur von zahlreichen Zeichnern des Disneykonzerns verwendet und ist als „reichste Ente der Welt“ berühmt für ihren extremen Geiz sowie ihr riesiges Vermögen, das sie in einem Geldspeicher lagert. In einer Barks-Geschichte stellt sie sich als „Großbankier, Großindustrieller, Großhändler“ mit dem folgenden Slogan vor:

“Let me introduce myself! I’m Scrooge McDuck, Manufacturer, Shipper, Retailer, Financier, Bill Collector – Anything in trade, I’m it.”

„Gestatten Sie, dass ich mich vorstelle! Ich bin Dagobert Duck, Großbankier, Großindustrieller, Großhändler. Kurz, bei mir können Sie alles kaufen.“

## Entwicklung der Figur

### Entstehung
Sein Erfinder Carl Barks ließ Dagobert Duck zum ersten Mal in der Weihnachten 1947 erschienenen Geschichte Christmas on Bear Mountain (dt.: Die Mutprobe) auftreten – möglicherweise in Anlehnung an eine namenlose schottische Figur aus dem Disney-Kurzfilm The Spirit of ’43, die Donald daran hindern will, sein Geld zu verprassen. Vorlage war neben Ebenezer Scrooge – Hauptfigur aus Charles Dickens A Christmas Carol (dt.: Eine Weihnachtsgeschichte) – auch Uncle Bims aus der Comicreihe The Gumps.
Sein Name im englischen Original, Scrooge McDuck, setzt sich dementsprechend aus einer „schottischen“ Variante des Nachnamens Duck (in Anspielung an das Klischee vom geizigen Schotten) und einem Namensteil von Ebenezer Scrooge zusammen. Seinen deutschen Vornamen entlehnte die Übersetzerin Erika Fuchs den gleichnamigen Mitgliedern des fränkischen Königsgeschlechts der Merowinger.

### Dagobert bei Carl Barks

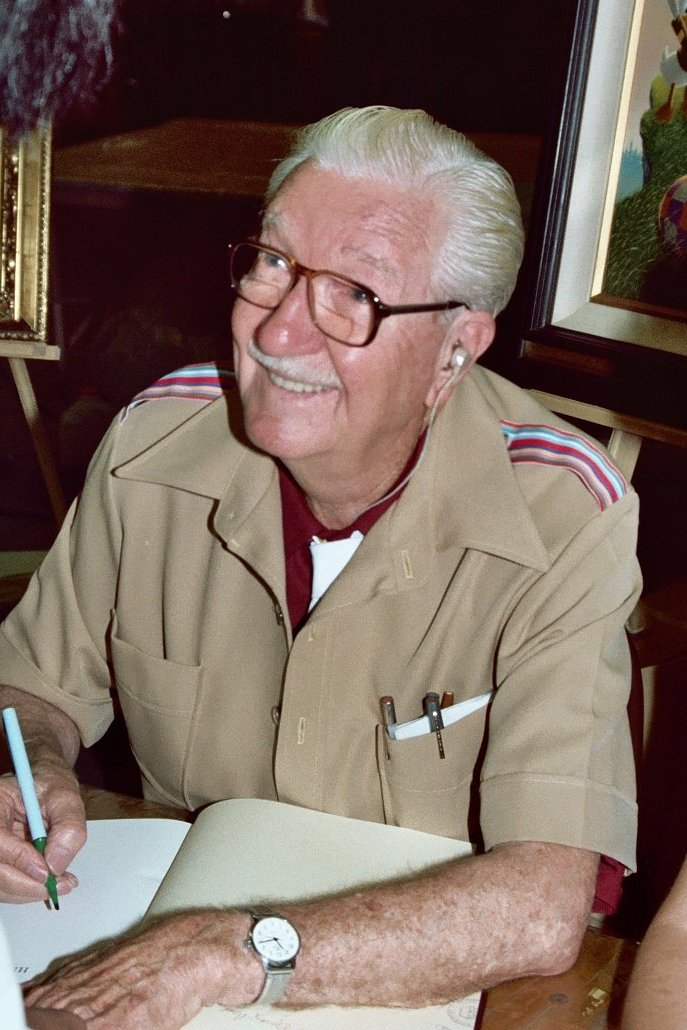
Der Dagobert-Erfinder Carl Barks (1982)

In Christmas on Bear Mountain war Dagobert noch eine Nebenfigur, „auf die Barks nicht allzu viele Gedanken verschwendet hatte“. Sein erster Auftritt beginnt mit den Worten:

“Here I sit in this big lonely dump, waiting for Christmas to pass! Bah! That silly season when everybody loves everybody else! A Curse on it! Me – I’m different! Everybody hates me, and I hate everybody!”

„Hier sitz' ich nun, mutterseelenallein, und Weihnachten steht vor der Tür! Wenn der ganze Rummel nur erst vorbei wär’! "Fest der Liebe" nennen sie’s! Liegt mir einfach nicht!“

Dagobert war eine Klischeefigur: „Ein grämlicher Menschenfeind“, „ein reicher, unfreundlicher älterer Verwandter“, der „zum Fest geläutert werden [sollte].“ Barks selbst bekannte später:

“Scrooge in Christmas on Bear Mountain was only my first idea of a rich, old uncle. I had made him too old and too weak. I discovered later on that I had to make him more active.”

„Dagobert in Die Mutprobe war nur meine erste Idee eines reichen, alten Onkels. Ich hatte ihn zu alt und schwach gemacht. Ich merkte später, dass ich ihn aktiver gestalten musste.“

Dennoch behielt Dagobert zunächst die Rolle des „skrupellosen, menschenverachtenden Großkapitalisten“, des „Fiesling[s] und Bösewicht[s], der vor illegaler Geldbeschaffung nicht zurückschreckt.“ Bereits seit seinem dritten Auftritt als reichste Ente der Welt bekannt, trat er bis 1950 lediglich in 15 Geschichten als Nebenfigur auf; erst danach begann Barks, die Figur häufiger einzusetzen. Nachdem Barks 1952 mit der Geschichte Only A Poor Old Man (dt.: Der arme reiche Mann), die Dagobert in kürzester Zeit zum Mythos werden ließ, erfolgreich getestet hatte, ob die Leser Dagobert auch als Hauptfigur annahmen, machte er ihn 1953 schließlich zum Protagonisten der nach ihm benannten Heftreihe Uncle Scrooge – und „erfand“ ihn dabei laut Don Rosa neu.
Mit der starken Zunahme der Auftritte der Figur gingen zwei bedeutsame Weiterentwicklungen einher. Zum einen schien Dagobert im Laufe der Zeit immer jünger zu werden – und immer freundlicher. Er mutierte so „allmählich zum lustigen Onkel und schließlich zum schrulligen, fast bemitleidenswerten Alten“, der am Ende sogar bereit war, sein eigenes Geld für seine Neffen zu opfern (etwa in Oddball Odyssey (dt.: Die Irrfahrten des Dagobert Duck)). Zum anderen verlieh Barks Dagobert häppchenweise eine eigene Biografie, indem er (wie schon zuvor in The Old Castle’s Secret (dt.: Das Gespenst von Duckenburgh) und Voodoo Hoodoo (dt.: Wudu-Hudu-Zauber oder ein Zombie geht durch die Stadt)) immer wieder Rückblenden auf Dagoberts Vergangenheit in seine Geschichten einbaute.

„Ich ging zurück bis in die Tage, als er noch Blasen an den Händen und erfrorene Füße hatte, alles nur, um zu beweisen, dass er diesen unverschämten Reichtum wirklich verdient hat.“

Zudem ließ Barks Dagobert nun regelmäßig seinen wohl berühmtesten Ausspruch wiederholen:

“I made [my money] by being tougher than the toughies, and smarter than the smarties! And I made it square!”

„Ich bin reich geworden, weil ich zäher war als die Zähsten und schlauer als die Schlausten! Und ich bin dabei ein ehrlicher Mann geblieben!“

### Dagobert bei Don Rosa

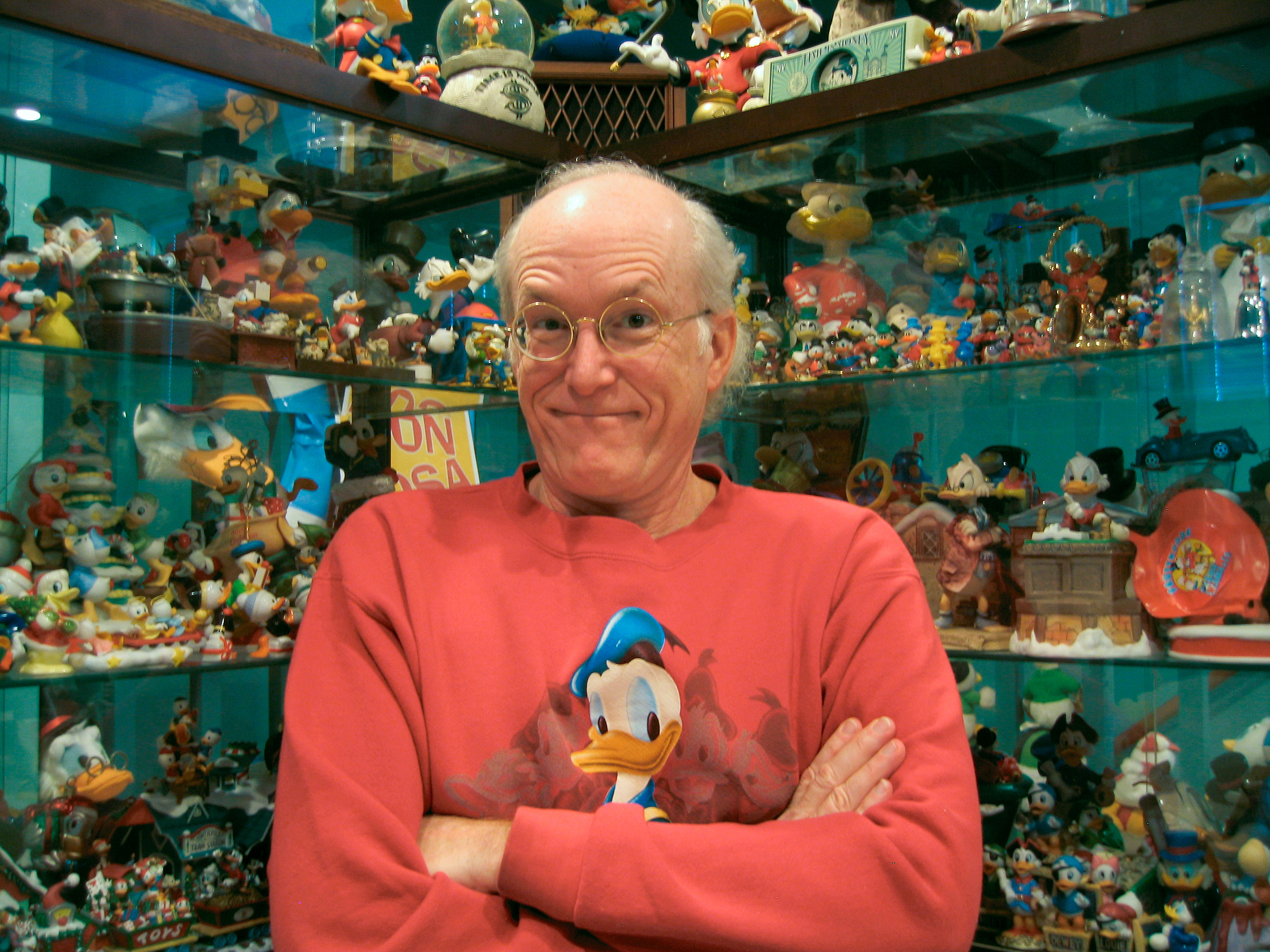
Don Rosa, Verfasser der Dagobert-Biografie Sein Leben, seine Milliarden (2010)

Auf Grundlage dieser Aussage, die er Dagobert ebenfalls regelmäßig wiederholen ließ, sowie der vielen Rückblenden in den Comics Carl Barks’ fertigte Don Rosa die zwölfteilige Biografie Dagoberts The Life and Times of Scrooge McDuck (dt.: Onkel Dagobert – Sein Leben, seine Milliarden) an, der er später noch insgesamt fünf Zusatzkapitel hinzufügte. Schon zuvor hatte Rosa, der mit Barks’ Geschichten um Dagobert aufgewachsen war und ihn für „die größte Figur der Weltliteratur“ hält, zahlreiche Comics mit Dagobert Duck als Hauptfigur gezeichnet. In Sein Leben, seine Milliarden – nach Rosas eigenem Verständnis keine „offizielle“ Biografie Dagoberts, sondern seine ganz persönliche Fassung von Dagoberts Lebensgeschichte – zeigt er den jugendlichen Dagobert als Abenteurer und Selfmademan, der großen Wert darauf legt, sein Geld auf ehrliche Weise zu verdienen. Nach einer Rezension auf Spiegel Online handelt es sich um „eine Liebeserklärung an die Figur Dagobert und eine Hommage an deren Schöpfer.“ Um auch die frühe Barks-Geschichte Voodoo Hoodoo zu berücksichtigen, der zufolge Dagobert einmal ein skrupelloser Räuberbaron gewesen sein soll, zeigt Rosa aber auch, wie Dagobert „im Rausch seiner wachsenden Gier und seines wachsenden Zynismus den schmalen Grat zwischen Gut und Böse überschreitet und für einen kurzen Moment seines Lebens zu einer Art Mac Moneysac wird.“ Gleichzeitig schließt er damit den Kreis zu Dagoberts erstem Auftritt bei Barks.
Dessen ungeachtet zeichnet Rosa sowohl in Sein Leben, seine Milliarden als auch in seinen übrigen Geschichten ein äußerst positives Bild von Dagobert, das er damit erklärt, es nicht ertragen zu können, „Geschichten zu schreiben über einen Typen, der ewig gierig ist.“ Für ihn ist Dagobert „ein Abenteurer, und Geld ist seine Trophäe.“

### Dagobert bei anderen Zeichnern
Die ersten Zeichner nach Carl Barks, die Geschichten mit Dagobert Duck zeichneten, waren (in dieser Reihenfolge) Riley Thomson, Bob Moore, Paul Murry und Al Taliaferro. Stark geprägt haben die Figur ferner Daniel Branca (der Dagobert einst als seine Lieblingsfigur bezeichnete), José Colomer, William Van Horn und Vicar sowie zahlreiche italienische Künstler, darunter Giorgio Cavazzano, Massimo De Vita und Romano Scarpa (der Erfinder von Gitta Gans).
Einer der ersten Zeichner, die stilistisch und inhaltlich (etwa mit den Geschichten The Return Of The Micro-Ducks From Outer Space und Klondike Pipeline, zwei Fortsetzungen berühmter Barks-Comics) direkt an das Werk Barks’ anknüpften, war dabei Vicar. Aber auch zahlreiche andere Zeichner haben in ihrem Werk Bezug auf die Arbeit Carl Barks’ und nicht zuletzt auf seine wichtigste Schöpfung, Dagobert Duck, genommen. Giorgio Cavazzano zeichnete gar eine Geschichte, in der Barks in einem ausführlichen Interview erklärt, wie er all seine Geschichten in persönlicher Zusammenarbeit mit Dagobert Duck entwickelt habe, der inzwischen sein enger Freund sei und selbst durch Lizenzeinnahmen an Barks’ Comics verdiene.

### Dagobert als Trickfilmfigur
Seinen ersten Filmauftritt hatte Dagobert Duck in dem 15-minütigen Disney-Kurzfilm Scrooge McDuck and Money von 1967, in dem er Tick, Trick und Track musikalisch die Entstehungsgeschichte des Geldes vorträgt und den richtigen Umgang damit erklärt; gesprochen wurde Dagobert dabei von Bill Thompson. Es folgten ein Auftritt als Ebenezer Scrooge in Mickey’s Christmas Carol (dt.: Mickys Weihnachtserzählung), einer 1983 entstandenen 25-minütigen Zeichentrickversion von Charles Dickens’ A Christmas Carol, und im Fernseh-Kurzfilm Sport Goofy in Soccermania von 1987.

Logo der Zeichentrickserie DuckTales mit Dagobert Duck in der Hauptrolle

Ab diesem Jahr war Dagobert auch erstmals regelmäßig im Fernsehen zu sehen – als Hauptfigur an der Seite von Tick, Trick und Track in der amerikanischen Zeichentrickserie DuckTales, gesprochen dabei von Alan Young (in der deutschen Übersetzung von Hermann Ebeling bzw. Joscha Fischer-Antze). Seine wesentlichen Eigenschaften, insbesondere seine Sparsamkeit und sein großer Reichtum, entsprechen der Comic-Vorlage, im Laufe der Serie entwickelt er jedoch eine größere Nähe zu seiner Familie. Weitere Unterschiede bestehen im Bereich der Schauplätze (wie der Villa, die Dagobert bewohnt) und der Nebenfiguren (die teilweise, wie Quack, der Bruchpilot, speziell für die Serie erfunden wurden).
Dagobert ist ferner Hauptfigur in dem auf der Serie basierenden Kinofilm DuckTales: Der Film – Jäger der verlorenen Lampe und den Videospielen DuckTales, DuckTales 2 und DuckTales: The Quest for Gold. Daneben wird die Figur immer wieder in Trickfilmserien (wie Neue Micky Maus Geschichten, Raw Toonage – Kunterbuntes aus der Trickkiste und Mickys Clubhaus), Direct-to-Video-Produktionen (wie Mickys fröhliche Weihnachten) und Videospielen (wie Kingdom Hearts: Birth by Sleep) verwendet.
2017–2021 trat Dagobert Duck auch in der Neuauflage von DuckTales wieder auf. In dieser Version wurde er von David Tennant gesprochen (in der deutschen Übersetzung von Thomas Nero Wolff).

## Biografie
Als Dagobert Anfang der 1950er Jahre immer häufiger die Hauptfigur seiner Geschichten wurde, begann Carl Barks damit, ihm durch umfangreiche Rückblenden eine Biografie auf den Leib zu schneidern, „die jeden Kreuzer des gewaltigen Vermögens durch harte Arbeit rechtfertigte.“ Don Rosa, den der dänische Verlag Egmont 1991 aufgefordert hatte, eine zwölfteilige Biografie Dagobert Ducks zu erstellen, sammelte die vielen Fakten, die Barks so im Laufe der Jahre in seine Geschichten eingefügt hatte, reicherte sie mit historischen Ereignissen und Figuren an und fügte sie zu einer möglichen Lebensgeschichte der Figur mit dem Titel The Life and Times of Scrooge McDuck (dt.: Onkel Dagobert – Sein Leben, seine Milliarden) zusammen. Zwar sind schon unter Barks-Experten einige der von Rosa verwendeten Details umstritten, dennoch haben sich die zentralen Elemente der von Rosa zusammengetragenen und ergänzten Biografie in der allgemeinen Rezeption der Figur inzwischen durchgesetzt.
Dagobert wurde ihr zufolge im Jahre 1867 als erstes Kind seiner Eltern Dietbert und Dankrade in eine verarmte schottische Adelsfamilie geboren, die ihren Stammsitz, die Duckenburgh, wegen Geldmangels in Richtung Glasgow verlassen hatte. 1948 erschien die Geschichte Das Gespenst von Duckenburgh, in der die Ansiedlung der Familie Duck in die Hochmoore Schottlands bekanntgegeben wurde. Dagobert wuchs dort zusammen mit seinen jüngeren Schwestern Mathilda und Dortel auf. Zu seinem zehnten Geburtstag schenkte sein Vater ihm einen Schuhputzkasten, mit dem er sein erstes Geld verdiente; die erste Münze, die er auf diese Weise erwarb und seitdem wie seinen Augapfel hütet, spielt in vielen späteren Geschichten als sogenannter „Glückszehner“ eine wichtige Rolle (siehe dort).
Mit 13 Jahren folgte Dagobert seinem Onkel Diethelm in die Vereinigten Staaten, wo er zunächst als Kapitän auf dem Mississippi, Cowboy und Kupferschürfer arbeitete. Anschließend suchte er glücklos in Transvaal, im Wilden Westen und in Australien nach Gold, bis er schließlich während des Klondike-Goldrauschs in Alaska ein Goldnugget von der Größe eines Gänseeis fand und im Dezember 1899 seine erste Million verdiente.
Nachdem er mit verschiedensten anderen Geschäften am Yukon Milliardär geworden war, zog er 1902 mit seinen Schwestern nach Entenhausen, wo er auf dem Hügel des ehemaligen Fort Entenhausen, den er dem Enkel des Stadtgründers Emil Erpel abgekauft hatte, seinen Geldspeicher errichtete. Dort lagerte Dagobert fortan sein Vermögen und wurde 1930 zum reichsten Mann der Welt, als der er in nahezu allen Comics außerhalb Rosas Biografie auftritt.
Wie bereits erwähnt ist diese Biographie zwar die am weitesten verbreitete, sicher aber nicht die einzige Version zu Dagoberts Jugend. Ein weiteres Beispiel ist die Reihe Glanz und Gloria derer von Duck von Guido Martina und Romano Scarpa, laut der Dagobert lediglich schottische Vorfahren hatte, selber aber direkt am Klondike geboren ist und einen schnelleren Weg zum Reichtum hatte.
Zum quasi 75. Geburtstag im Jahre 2022 berichteten auch die Medien über Dagoberts Leben.

## Charakteristika

### Äußeres
Anlässlich seines ersten Auftritts (in Christmas on Bear Mountain) beschrieb Michael Barrier Dagobert als „eine ältere Ente, die wie Donald mit Backenbart und Brille aussieht.“ Schon in den ersten Jahren ließ Barks die Figur zwar zunehmend jünger erscheinen, der Backenbart blieb gleichwohl das wichtigste körperliche Merkmal Dagoberts. Bekannt sind daneben die Dollarzeichen (In selteneren Fällen auch Registrierkassen), die in Dagoberts Augen treten, wenn er an zukünftige Gewinne denkt, und die heute auch in vielen anderen Comics verwendet werden.
Entsprechend seiner Sparsamkeit trägt Dagobert stets die gleiche Kleidung: einen roten, seltener blauen, Gehrock und einen schwarzen Zylinder, dazu Gamaschen und einen Gehstock; nach Barks hat er den Gehrock 1902 gebraucht in Schottland erworben und Zylinder und Stock 1910 für zwei Dollar in Russland gekauft. Auffällig ist zudem sein Zwicker, den er selbst beim Bergsteigen und Tiefseetauchen nicht absetzt und den er 1885 für einen Dollar in Schottland gekauft haben soll.

### Sparsamkeit und Geiz
Ein wichtiger Topos in fast allen Geschichten ist Dagoberts Sparsamkeit. Sie wird regelmäßig als „konstituierender Faktor seines Reichtums stilisiert“ und manifestiert sich einerseits in seinem Verzicht auf unnötige Ausgaben. So geht Dagobert lieber zu Fuß durch den Dschungel als einen teuren Helikopter zu mieten, informiert sich aus auf den Müll geworfenen Zeitungen, kämpft mit einem Bären um ein Glas Honig im Wert von zwei Dollar und reist in der Zeit zurück, um einen abgelaufenen Gutschein einzulösen. Andreas Platthaus beschreibt folgendes Beispiel aus Micro-Ducks from Outer Space: „Durch ein zerbrochenes Fenster dringen papier- und somit banknotenfressende Insekten ein. Der Bankier stapelt deshalb seine Geldsäcke hoch aufeinander, um die Fensteröffnung bedecken zu können; doch dafür fehlen ihm noch hundert Säcke. Auf die Frage eines Großneffen, warum er nicht einfach für einen Taler eine neue Scheibe einsetzen lässt, sagt er: ‚Dann wäre ich um einen Taler ärmer. Das liegt mir nicht. Da verdiene ich lieber hundert Säcke Silber und bin um eine Million reicher.‘“
Andererseits zeigt sich sein Geiz im Umgang mit seinen Angestellten und Neffen. Obwohl letztere meist die einzigen sind, die Dagobert bei der Rettung und Mehrung seines Vermögens zur Seite stehen, sieht er in ihnen zumeist nur „jederzeit verfügbare und für beliebige Aufgaben einsetzbare Arbeitskräfte“ und bringt es stets nur mit Schwierigkeiten übers Herz, ihnen ihren (ohnehin mageren) Lohn auszuzahlen, wobei er häufig seinen immensen Reichtum herunterspielt: „What did you think I am – a billionaire?“ („Was hast du gedacht, was ich bin - ein Milliardär?“)

### Freunde und Feinde
Neben seinem Neffen Donald und seinen Großneffen Tick, Trick und Track, die Dagobert in fast jeder Geschichte helfen und unterstützen, sind die wichtigsten Verbündeten Dagoberts der Erfinder Daniel Düsentrieb und dessen Helferlein. Barks hatte das „verrückte Genie“ 1952 in Gladstone’s Terrible Secret eingeführt und später unter anderem beschrieben, wie Dagobert schon in seiner Jugend gemeinsam mit Daniel Düsentriebs Großvater einen Dampfer auf dem Mississippi gesteuert hatte. Auch Düsentrieb bezahlt Dagobert indes nur selten für seine Dienste. Ferner lässt sich Dagobert gelegentlich von Primus von Quack und Phantomias helfen, ohne allerdings dessen Identität zu kennen. Regelmäßig unterstützen ihn zudem seine Sekretärin Fräulein Rührig, eine Erfindung Barks’, die insbesondere von Don Rosa häufig verwendet wird und sein Butler Baptist, eine Erfindung der italienischen Zeichner Rodolfo Cimino und Massimo De Vita. Von den übrigen Mitgliedern der Familie Duck tritt lediglich Dorette „Oma“ Duck regelmäßig auf, die in europäischen Comics, insbesondere solchen aus Italien und Dänemark, als Dagoberts Schwester und Donalds Großmutter dargestellt wird; in amerikanischen Comics, wie denen von Barks und Rosa, jedoch nicht mit ihm verwandt ist.
In Barks’ Back to the Klondike (dt.: Wiedersehen mit Klondyke) erzählt Dagobert erstmals von Nelly, „dem Stern des Nordens“, in die er sich in seiner Zeit am Klondike heimlich verliebt hatte und die er einen Monat lang auf seinem Claim arbeiten ließ, um ihr das schwere Leben eines Goldgräbers vor Augen zu führen. Don Rosa baute diese Geschichte in seiner Biografie stark aus und verwendete die Figur in einigen weiteren Comics; auch in der Fernsehserie DuckTales tritt die Figur auf. Andere Zeichner, insbesondere ihr Erfinder Romano Scarpa, verwenden stattdessen die Figur der Gitta Gans, die in Dagobert verliebt ist, für die er jedoch zumeist keine Gefühle empfindet.
Die größten Widersacher Dagoberts sind schon bei Barks die Panzerknacker, eine Einbrecherbande, die mit immer neuen Methoden erfolglos versucht, in Dagoberts Geldspeicher einzudringen und ihn auszurauben. Barks zeigte zunächst nur drei Mitglieder der Bande, erhöhte die Zahl aber schnell auf sieben, später auf eine offenbar unbestimmte höhere Zahl; Rosa ging dagegen von sieben Mitgliedern aus, obgleich er stets nur sechs verschiedene Häftlingsnummern verwendete. Ferner muss Dagobert häufig seinen „Glückszehner“ gegen die Hexe Gundel Gaukeley verteidigen, eine von Barks erfundene Figur, die daraus ein magisches Amulett schmelzen möchte. Während Gundel bei Barks und Rosa „eine gewöhnliche Person, die nach Macht oder Reichtum strebt und zu diesem Zweck mystische Kräfte mithilfe antiker Zaubersprüche und Zauberstäbe heraufbeschwört“ ist, wird sie von vielen europäischen Zeichnern als echte Hexe dargestellt, die über eigene magische Kräfte verfügt. Ebenso wie die Panzerknacker spricht auch Gundel Gaukeley Dagobert meist mit Bertel (engl.: Scroogey) an. Ebenfalls in krimineller Weise versuchen schließlich die Gebrüder Brantewien regelmäßig, an Dagoberts Geld zu gelangen.
Daneben streitet Dagobert in vielen Geschichten mit seinen Konkurrenten um den Rang des reichsten Mannes der Welt, den ihm sowohl Mac Moneysac, als auch der vor allem in italienischen Comics auftretende Klaas Klever regelmäßig und oft mit unfairen Mitteln streitig machen. Obwohl Barks beide Figuren erfunden hatte, setzte er nur Mac Moneysac regelmäßig als „zweitreichsten Mann der Welt“ ein. Der deutlich verschwenderische Klever, schon dank seines Originalnamens John D. Rockerduck ursprünglich erkennbar eine Anspielung auf John D. Rockefeller, wurde indes von vielen italienischen Zeichnern aufgegriffen und tritt meist ebenfalls als „zweitreichster Mann der Welt“ auf. Seine Zusammentreffen mit Dagobert Duck eskalieren häufig zu handgreiflichem Streit, am Ende einer Geschichte verspeist der unterlegene Klever meist seinen Hut. In Rosas Biografie begegnet Dagobert sowohl Klever als auch Mac Moneysac bereits, bevor er sein Vermögen erwirtschaftet; auch anderen Zeichnern zufolge besteht die Rivalität bereits seit Dagoberts Jugend.
Außerdem hat Dagobert noch eine Vielzahl anderer Feinde, von Banditen bis zu Konkurrenten, die jedoch nicht regelmäßig verwendet werden.
Zwar spielt in den meisten Geschichten nur einer der Widersacher Dagoberts eine Rolle, gelegentlich kommt es jedoch zu gemeinsamen Auftritten seiner Rivalen oder gar zum Bündnis zwischen ihnen.

### Weitere Charakteristika

#### Geldspeicher
Dagobert bewahrt sein gesamtes Vermögen in seinem Geldspeicher auf, den Barks erstmals in The Big Bin on Killmotor Hill zeigte und der auf dem Killmotor Hill (dt.: Glatzenkogel), dem höchsten Punkt der Stadt, über Entenhausen thront. In den deutschen Comics prangen auf dem würfelförmigen Speicher in großen Buchstaben die Initialen Dagoberts (DD), im amerikanischen Original schmückt dagegen ein riesiges Dollar-Symbol ($) die Fassade. Bezüglich des Erbauungszeitpunkts finden sich bei Barks widersprüchliche Angaben: Während Dagobert den Geldspeicher bei dessen erster Erwähnung als „neu“ präsentiert, erzählt er in Migrating Millions, dass der Geldspeicher sich wie er selbst schon seit 70 Jahren auf dem Glatzenkogel befänden. Da Dagobert in späteren Geschichten stets davon auszugehen scheint, dass der Geldspeicher schon immer da war, interpretierte Rosa in seiner Biografie letztere Textstelle als Beleg dafür, dass Dagobert den Geldspeicher direkt nach seiner Ankunft in Entenhausen, ergo im Jahre 1902, errichtete.
Während der Speicher bei Barks noch vorwiegend Kleingeld enthielt (was Dagoberts Geiz unterstreichen sollte), füllten ihn europäische Zeichner fast immer mit reinem Gold. Oft wurde jedoch nicht von den Zeichnern, sondern von den Coloristen bestimmt, ob die Münzen im Speicher golden oder nicht sind. Auch bei Barks wurde der Geldspeicher indes seit seiner Einführung regelmäßig als Wohnsitz Dagoberts gezeigt. Häufig befindet sich dort neben seinem Schreibtisch (an dem er meist mit dem Zählen von Geld beschäftigt ist) ein großer Hebel, mit dem er Vertreter und anderen ungebetenen Besuch – mitunter auch seine Neffen – auf die Straße befördert. Nur in den wenigen Geschichten, die vor der Einführung des Geldspeichers im Jahre 1951 entstanden, sowie in der Zeichentrickserie DuckTales wohnt Dagobert in einer Villa, allerdings existiert der Geldspeicher dort auch.
Im Geldspeicher selbst geht Dagobert häufig seiner Lieblingsbeschäftigung, dem Bad in seinen Talern, nach, einer (Dagoberts fetischistisches Verhältnis zum Geld widerspiegelnden) „heiligen Handlung“, die er regelmäßig mit folgenden Worten beschreibt:

“I dive around in it like a porpoise! I burrow through it like a gopher! And I toss it up and let it hit me on the head.”

„Es ist mir ein Hochgenuss, wie ein Seehund hineinzuspringen! … Und wie ein Maulwurf darin herumzuwühlen! … Und es in die Luft zu schmeißen, dass es mir auf die Glatze prasselt!“

#### Vermögen
Über Größe und Form von Dagoberts Vermögen finden sich schon bei Barks widersprüchliche Aussagen: Neben realen Werten wie 788.423.000.017,16 Talern oder gar 5·1077 Talern und 16 Kreuzern finden sich zahlreiche Fantasiewerte wie nine Fantasticatillion, four Billion Jillion Centrifugalillion Dollars and sixteen cents oder Five Hundred Tripicatillion Multipludillion Quadruplicatillion Centrifugalillion Dollars and sixteen cents; einzige Konstante sind die 16 Kreuzer. Meist wird der Inhalt des Geldspeichers allerdings mit „Drei Kubikhektar Geld“ (three cubic acres of money) angegeben, was nach Henner Löffler etwa 772–800 Milliarden Taler ergäbe. Auch bei anderen Zeichnern finden sich diesbezüglich höchst unterschiedliche Angaben. In der Fernsehserie DuckTales ist von 607 tillion 386 zillion 947 trillion 522 billion dollars and 36 cents die Rede.
Widersprüchlich sind ferner die Aussagen zur Form von Dagoberts Vermögen: Häufig wird Dagoberts Bargeld (das vor allem aus Münzen zu bestehen scheint) als sein einziger Reichtum dargestellt, oft wird aber auch ein gigantisches Wirtschaftsimperium mit etlichen Geschäftszweigen gezeigt oder von Dagobert beschrieben.

#### Glückszehner
Dagoberts erste selbstverdiente Münze, ein Zehn-Kreuzer-Stück, das meist „Glückszehner“, „Glückstaler“, „Nummer eins“ oder „Kreuzer Nummer Eins“ genannt wird, spielt in vielen Comics eine wichtige Rolle. Einerseits, weil die Hexe Gundel Gaukeley immer wieder versucht, ihn zu stehlen, um ihn in einem magischen Amulett zu verschmelzen, andererseits, weil er für Dagobert, der ihn meist unter einer gesicherten Glasglocke aufbewahrt, von besonderer Bedeutung ist. In manchen Geschichten hat er sogar magische Eigenschaften und ist der Grund für Dagoberts Reichtum.
Don Rosa hingegen hält die Münze für den Beweis, dass Dagobert jeden Kreuzer seines Vermögens selbst mit harter Arbeit verdient habe, und lässt diesen entsprechend aufgebracht auf die Bezeichnung als Glückszehner reagieren: „Glückszehner? Welcher unsägliche Ignorant hat diesen hanebüchenen Blödsinn ausgebrütet?“ Den Umstand, dass es sich um eine amerikanische Münze handelt, erklärt er in seiner Biografie damit, dass Dagoberts Vater damals einen Freund gebeten hatte, Dagobert mit der für ihn wertlosen Münze zu bezahlen und ihm so eine Lektion über harte Arbeit und Vertrauen zu erteilen. Die Münze inspirierte Dagobert zudem dazu, schon als Kind nach Amerika auszuwandern.

## Rezeption

### Politische Einordnung

#### Einordnung als skrupelloser Kapitalist
In den ersten Jahrzehnten nach seiner Einführung wurde in Dagobert Duck meist der „Inbegriff des Kapitalisten“ gesehen. Die Schülermitverwaltungs-Zeitung Wir machen mit hielt Dagobert 1969 gar für den „Prototyp des Monopolkapitalisten“, der von der Produktivität der Werktätigen lebe und „den Rahm“ abschöpfe; „im Konkurrenzkampf übertrifft er andere Spekulanten und Monopolkapitalisten (nach Marx: ‚Konzentration des Kapitals‘).“
Besonders prägend für dieses Verständnis – insbesondere der von Barks geschaffenen Geschichten – war der erste umfassende Versuch einer Interpretation der Figur durch die marxistischen Soziologen Ariel Dorfman und Armand Mattelart. In ihrem 1972 zunächst in Chile erschienenen Werk Para leer al Pato Donald, das 1975 ins Englische (How to read Donald Duck: imperialist ideology in the Disney comic) und 1977 ins Deutsche (Walt Disneys ‚Dritte Welt‘. Massenkommunikation und Kolonialismus bei Micky Maus und Donald Duck) übersetzt wurde und seitdem als eines der wichtigsten Werke der wissenschaftlichen Auseinandersetzung mit Comics gilt, diskutieren sie besorgt die Gefahren einer Lektüre von Disney-Comics durch Kinder. Auf der Grundlage von 100 untersuchten Geschichten stellten die Soziologen die „den Comics inhärente Ideologie […] einer bourgeoisen Fantasiewelt, in der alle Spuren von Produktion […] entfernt worden seien“ heraus: So werde durch das Fehlen von Eltern (an deren Stelle Onkel und Tanten treten), eine „verfälschte, sexfreie Welt gezeigt“, nie sehe der Leser Industriearbeiter oder Produktionsstätten (die Tatsache, dass Donald in vielen Geschichten schlecht bezahlten Beschäftigungen nachgeht, ändere daran nichts, da er nie arbeiten müsse, um zu überleben) und die Schätze, die Familie Duck regelmäßig finde, seien kein Produkt lebender Personen, sondern stets die Überbleibsel längst vergessener Zivilisationen. Der Anspruch der Ducks auf diese Schätze gründe sich zudem allein auf ihre Suche nach ihnen und werde lediglich durch Diebe, nie aber durch die häufig als Edle Wilde dargestellten Eingeborenen in Frage gestellt; die wahren Herausforderer der Legitimität Dagoberts monopolisierten Reichtums, die arbeitende Klasse, werde dem Leser verschwiegen. Durch seinen immer wieder geäußerten Wunsch einer Rückkehr zur Natur drücke Dagobert allerdings seine Geringschätzung und Angst gegenüber dem in der Stadt lebenden Industriearbeiter aus.
Verfeinert wurde das Bild von Dagobert als skrupellosen Kapitalisten Anfang der 90er Jahre durch den amerikanischen Kunsthistoriker David Kunzle, der das Werk Dorfmans und Mattelarts ins Englische übersetzt hatte und mit seinem 1990 auf Deutsch erschienenen Buch Carl Barks Dagobert und Donald Duck – Welteroberung aus Entenperspektive den Versuch unternahm, das von diesen Autoren entwickelte „Modell zur Demaskierung der Ideologie, die in den scheinbar so unschuldigen Produkten der Kinder-Comics versteckt ist“ auf die Duck-Comics anzuwenden. Nach eigenem Verständnis stellt er Dagobert darin „als eine verachtungswürdige, wenn auch komische Gestalt, welche die unersättliche Gier amerikanischer Konzerne anklagt und sich selbst lächerlich macht“, dar; „in seinem zwanghaften Streben nach Aneignung von Rohstoffen, Arbeitskraft, Geschichte und Kunstschätzen könnte er ein Vorbild für amerikanische Wirtschaftsmagnaten, Pentagon-Beamte und Museumsdirektoren sein“. Auch Kunzle warnt davor, dass „die Politik der wirtschaftlichen Eroberung anderer Länder […], indem sie in spannende, witziger Abenteuer umgesetzt wird, attraktiv und leichter verdaulich gemacht [wird].“ In seinem ebenfalls 1990 erschienenen Aufsatz Dispossession by Ducks: The Imperialist Treasure Hunt in Southeast Asia geht er spezifisch auf einige Geschichten ein, in denen die den Comics zugrunde liegende imperialistische Ideologie besonders klar erkennbar sei, und stellt fest:

“[Uncle Scrooge] incarnates the spirit of American imperialism at its most aggressive, at its most global, at its most successful, and in its ultimate defeat.”

„Dagobert verkörpert den Geist des amerikanischen Imperialismus in seiner aggressivsten, globalsten und erfolgreichsten Form und in seiner finalen Niederlage“

Auch heute ist das Bild von Dagobert Duck als Kapitalist nach amerikanischem Vorbild weit verbreitet; so beschreibt die Westdeutsche Allgemeine Zeitung Dagobert als „Heuschrecke in Entengestalt“, der Tagesspiegel fragt: „Hat uns irgendjemand, die Marx-Engels-Gesamtausgabe eingeschlossen, derart das Auge für das Wolfsgesetz des Kapitalismus geschärft?“

#### Gegenansichten
Anderen Autoren zufolge wird Dagobert schon bei Barks nicht allein als skrupelloser Kapitalist gezeigt; auch für ihn gebe es „tiefergehende Bindungen als die zwischen Käufer und Verkäufer.“ Dagobert sei trotz seines Reichtums ein liebenswerter Charakter, weil er sein Vermögen durch Intelligenz und eigene harte Arbeit erlangt habe; die Figur verkörpere damit zwar konservative Werte und eine protestantische Ethik, die Komplexität der Geschichten transportiere jedoch stets einen zweischneidigen Blick auf materiellen Reichtum. In einer Analyse von 60 Comics findet sich nach Russel W. Belk denn auch nur in sieben Prozent eine uneingeschränkt positive Darstellung solchen Reichtums.
Der These vom Monopolkapitalisten wird in der neueren Literatur zudem entgegengehalten, dass Dagobert sein Geld – für einen Kapitalisten großen Stils unvorstellbar – in erster Linie sammelt und nur ausnahmsweise in waghalsige Expeditionen investiert; auch Entlassungen spielten bei ihm nie eine Rolle. Nichts vom Unternehmer, der keine Rücksicht nehmen müsse, weil er ruhig aus purem Eigennutz handeln dürfe und gerade deshalb den Wohlstand der ganzen Gesellschaft fördere (wie es Adam Smith formuliert habe), der nur durch immer neue schöpferische Zerstörung dafür sorge, dass die Wirtschaft weitergebracht werde (wie es Joseph Schumpeter gesehen habe), sei bei jenem Dagobert Duck zu finden, den Barks seinen Nachfolgern hinterlassen habe. Auch seine emotionale Struktur, geprägt von Leidenschaft und theatralischen Wutausbrüchen, passe nicht zum Bild vom ausbeuterischen Kapitalisten; „verglichen mit diesen Vertretern des Kalte-Fische-Kapitalismus ist der temperamentvolle Onkel Dagobert ein wandelnder kleiner Heizofen, der nach allen Seiten weihnachtliche Wärme ausstrahlt.“ Matthias Heine bezeichnet Dagobert denn auch als „Anti-Heuschrecke“.
An der Analyse Dorfmanns und Mattelarts wird dabei außerdem kritisiert, dass sie die Beziehungen zwischen den Charakteren der Comics auf reine Klassenunterschiede reduziere und auf ihre psychologische Betrachtung verzichte; ferner, dass sie die Produktionsweise der Comics (und damit etwa das Verhältnis von Carl Barks als Zeichner und Walt Disney Productions als Herausgeber der Geschichten) unberücksichtigt lasse. Ernst Horst bezeichnet den Text insgesamt als „vulgärmarxistische Verschwörungstheorie“.
Zwar bezeichnet sich Dagobert in einer von Barks’ letzten Geschichten selbst indirekt als Kapitalisten, dennoch hielt Barks seine Comics stets für unpolitisch-ironisch. Dagobert sei in erster Linie das Symbol für einen unerreichbaren Traum der Menschheit: unerschöpflichen Reichtum.
Die unterschiedliche Wahrnehmung und Einordnung der Figur schon in ihrer von Barks entwickelten Gestalt kann dabei zum Teil auch auf die sprachlichen Unterschiede zwischen dem englischsprachigen Original und den verschiedenen Übersetzungen zurückgeführt werden. So meint David Kunzle: „Jedes Land entwickelt seine eigenen Disney-Bildgeschichten.“ Die deutschen Übersetzungen von Erika Fuchs etwa seien von einer erkennbaren Entamerikanisierung und Entaktualisierung geprägt, gerade die „wörtliche Aufnahme schmerzlicher Realitäten, die ein Gütesiegel Barks’ sind [sic]“, werde getilgt. Besonders auffällig sei die Veränderung einzelner Namen: „[Der allmächtige Dollar] wird in der deutschen Fassung zu einer archaischen, deshalb recht harmlosen und unwirklichen Währung: dem Taler. ‚Uncle Scrooge‘ selbst, nach Dickens’ berühmtem Geizhals benannt, verliert jede moralische Bewertung und Aktualität, wenn er Onkel Dagobert genannt wird. Dieser Name weckt Assoziationen an Überholtes und längst Vergangenes.“ Gleichwohl beklagte der Bayernkurier, die Parteizeitung der Christlich-Sozialen Union, 1969 mit Blick auf die Fuchs-Übersetzung der Geschichte The Yacht Plot sogar, dass die Figuren in der Micky Maus das „Soziologen-Chinesisch der neuen Linken“ sprächen und den jugendlichen Lesern so eine linke „Phraseologie eingeimpft“ werde; „eine Nomenklatur die sich – wenn sie nicht sinnvoll später interpretiert wird – rasch mit Schlag-Inhalten füttern lässt.“
Eine weitere Relativierung erfährt die politische Einordnung der Figur durch die vielen Zeichner, die Barks’ Figur inzwischen übernommen und weiterentwickelt haben. Sie lassen die von Barks’ Dagobert verkörperten amerikanisch-konservativen Werte insgesamt in den Hintergrund rücken. Don Rosa etwa zeige in der Geschichte The Treasure of the Ten Avatars „einen vorbildlichen Unternehmer […], dem vor allem daran gelegen ist, andere Menschen in Lohn und Brot zu setzen.“ Seine Dagobert-Biografie Sein Leben, seine Milliarden sei eine „dringend notwendige Imagekampagne für den Milliardär und Bankier an sich“. Ohnehin sei die Diskussion darüber, ob durch Dagobert der Kapitalismus nicht allzu sympathisch erscheine, mittlerweile verstummt: „Comics werden, anders als in den siebziger Jahren, nicht mehr ideologiekritisch abgeklopft.“

### Rezeption im Übrigen
Dagobert gilt heute als bedeutendste Figur seines Erfinders Carl Barks, der ihm seine gesamte zweite Lebenshälfte gewidmet hat. Andreas Platthaus bezeichnet ihn zudem als „beliebtesten Plutokraten der Welt“; „eine Figur wie ihn hat die Weltliteratur in den zweieinhalbtausend Jahren seit Homer nicht hervorgebracht.“ Entsprechend ernst wird ihre wissenschaftliche Aufarbeitung inzwischen genommen.
Berühmt ist die Figur für ihre Sparsamkeit und ihr gigantisches Vermögen. Die Zeitung Welt am Sonntag leitete 2011 eine Ausgabe der Rubrik Kinderleicht zum Thema Sparen mit einem riesigen Bild der Comicfigur und der Frage ein: „Wie wurde Dagobert nur so reich?“ Im Text wird er als „größter Sparer der Welt“ bezeichnet. Dagobert führte 2007 die Forbes-Liste der 15 reichsten fiktiven Personen an, in den Jahren 2008 und 2010 belegte er Platz zwei (hinter Uncle Sam bzw. Carlisle Cullen). Im Jahr 2011 rückte er wegen des stark gestiegenen Goldpreises wieder auf den ersten Platz vor, den er 2012 wegen einer angeblichen Wette mit Mac Moneysac wieder verlor, 2013 aber zurückeroberte.
Häufig aufgegriffen und zitiert wird daneben die Eigenart Dagoberts, in seinem gesammelten Geld zu baden.
In den Jahren 1992 bis 1994 erlangte der Kaufhauserpresser Arno Funke in Deutschland unter dem Pseudonym Dagobert Berühmtheit, das er offenbar in Anspielung an den Reichtum der Comic-Figur verwendet hatte; Donaldisten zufolge waren sogar die Tricks, mit denen er die Polizei mehrfach in die Irre führte, von Carl Barks’ Comics inspiriert. 2007 nahm Dagoberts fiktive Geburtsstadt Glasgow ihn in die offizielle Liste ihrer berühmtesten Töchter und Söhne auf. 2014 vertonte der finnische Musiker Tuomas Holopainen die Dagobert-Biographie The Life and Times of Scrooge McDuck und belegte mit dem Album The Life and Times of Scrooge neun Wochen lang Platz 1 der finnischen Charts.

## Sammelbände

### Comics von Carl Barks
- Barks Onkel Dagobert 1, Ehapa Comic Collection, Köln 2009, ISBN 978-3-7704-3272-1
- Barks Onkel Dagobert 2, Ehapa Comic Collection, Köln 2009, ISBN 978-3-7704-3273-8
- Barks Onkel Dagobert 3, Ehapa Comic Collection, Köln 2009, ISBN 978-3-7704-3319-3
- Barks Onkel Dagobert 4, Ehapa Comic Collection, Köln 2010, ISBN 978-3-7704-3320-9
- Barks Onkel Dagobert 5, Ehapa Comic Collection, Köln 2010, ISBN 978-3-7704-3356-8
- Barks Onkel Dagobert 6, Ehapa Comic Collection, Köln 2010, ISBN 978-3-7704-3357-5
- Barks Onkel Dagobert 7, Ehapa Comic Collection, Köln 2010, ISBN 978-3-7704-3397-1
- Barks Onkel Dagobert 8, Ehapa Comic Collection, Köln 2011, ISBN 978-3-7704-3398-8
- Barks Onkel Dagobert 9, Ehapa Comic Collection, Köln 2011, ISBN 978-3-7704-3476-3
- Barks Onkel Dagobert 10, Ehapa Comic Collection, Köln 2011, ISBN 978-3-7704-3477-0
- Barks Onkel Dagobert 11, Ehapa Comic Collection, Köln 2011, ISBN 978-3-7704-3520-3
- Onkel Dagobert – Aus dem Leben eines Fantastilliardärs, Ehapa Comic Collection, Köln 2010, ISBN 978-3-7704-3384-1

Sämtliche Barks-Comics mit Dagobert Duck sind zudem zwischen 1992 und 2003 in der 51-bändigen Reihe Barks Library – Walt Disney Comics und der 38-bändigen Reihe Barks Library Special: Onkel Dagobert bei Egmont/Ehapa erschienen.

### Comics von Don Rosa
- Onkel Dagobert – Sein Leben, seine Milliarden. Ehapa Comic Collection, Köln 2003, ISBN 3-7704-0389-4 (Erstauflage)

Das Gesamtwerk Don Rosas, das fast ausschließlich aus Geschichten mit Dagobert Duck besteht, findet sich in den Bänden 1, 6, 9, 14, 16 und 18, 19 und 20 der seit 2004 von Egmont/Ehapa veröffentlichten Reihe Disney’s Hall of Fame sowie in der Don Rosa Library.

### Comics verschiedener Zeichner
- Happy Birthday, Onkel Dagobert!: 70 Goldene Jahre, Köln 2017, ISBN 978-3-7704-3970-6
- Onkel Dagobert – Der Dax der Ducks: Gold Edition, Köln 2015, ISBN 978-3-7704-3790-0
- 60 Jahre Onkel Dagobert, Ehapa Comic Collection, Köln 2007, ISBN 978-3-7704-3134-2
- Die Ducks – Eine Familienchronik, Ehapa Comic Collection, Köln 2010, ISBN 978-3-7704-3379-7
- Heimliche Helden 05: Dagobert Ducks Geldspeicher, Ehapa Comic Collection, Köln 2007, ISBN 978-3-7704-3061-1
- Ich, Onkel Dagobert, Melzer Verlag, Darmstadt 1974, ISBN 3-7874-0100-8
- Ich, Onkel Dagobert – Band 2, Melzer Verlag, Darmstadt 1974, ISBN 3-7874-0101-6
- Ich, Onkel Dagobert. Egmont, Köln 2015, ISBN 978-3-7704-3793-1. (Vorwort und Zusammenstellung der zehn Geschichten aus dem Zeitraum 1970 bis 2013 von Jano Rohleder)
- Lustiges Taschenbuch – Enten-Edition, Band 2: Aus dem Leben eines Milliardärs, Ehapa Comic Collection, Köln 2001
- Lustiges Taschenbuch – Enten-Edition, Band 7: Rivalen fürs Leben, Ehapa Comic Collection, Köln 2003
- Lustiges Taschenbuch – Enten-Edition, Band 14: Der Glückstaler, Ehapa Comic Collection, Köln 2005
- Lustiges Taschenbuch – Enten-Edition, Band 20: 60 Jahre Onkel Dagobert, Ehapa Comic Collection, Köln 2007
- Lustiges Taschenbuch – Enten-Edition, Band 30: der Boss von Entenhausen, Ehapa Comic Collection, Köln 2011
- Lustiges Taschenbuch Sonderedition: 65 Jahre Dagobert Duck – Aus dem Leben eines Milliardärs, Ehapa Comic Collection, Köln 2012, ISBN 978-3-8413-4026-9
- Onkel Dagobert – Milliardenraub in Entenhausen, Ehapa Comic Collection, Köln 2011, ISBN 978-3-7704-3528-9
- Onkel Dagobert. Der Dax der Ducks. Gold Edition. Egmont, Köln 2015, ISBN 978-3-7704-3790-0. (Mit elf Geschichten von 1966 bis 1995 und einem Vorwort von Dirk Müller)

Die beiden Bände Ich, Onkel Dagobert sind mit einer neuen Übersetzung erschienen, deren Entfernung zum englischen Original teilweise stark kritisiert wird.

### Monografien
- Lidia Cannatella et al.: Carl Barks – Der Vater der Ducks. Egmont Ehapa, Berlin 2002, ISBN 3-7704-2792-0.
- Grobian Gans: Die Ducks. Psychogramm einer Sippe. Rowohlt, Reinbek bei Hamburg 1972, ISBN 3-499-11481-X. (Taschenbuchausgabe).
- Johnny A. Grote: Der Stammbaum der Ducks. Ehapa Comic Collection, Stuttgart 1999, ISBN 3-7704-0300-2.
- Johnny A. Grote: Carl Barks. Werkverzeichnis der Comics. Ehapa Comic Collection, Stuttgart 1995, ISBN 3-7704-1898-0.
- David Kunzle: Carl Barks. Dagobert und Donald Duck – Welteroberung aus Entenperspektive. Fischer, Frankfurt a. M. 1990, ISBN 3-596-23949-4.
- Henner Löffler: Wie Enten hausen – Die Ducks von A bis Z. C.H. Beck, München 2004, ISBN 3-406-51608-4.

### Aufsätze
- Volker App: Jeden Tag ein Talerbad – Dagobert Duck zum 60. Geburtstag. In: Deutschlandradio, 23. Dezember 2007.
- Russell W. Belk: Material Values in Comics: A Content Analysis of Comic Books Featuring Themes of Wealth. In: Journal of Consumer Research, ISSN 0093-5301, Vol. 14, (1987), No. 1, S. 26–42.
- Geoffrey Blum: Bodenschätze. In: Barks Library Special: Onkel Dagobert 14, 2000, S. 29 f. (Übersetzung von Johnny A. Grote).
- Geoffrey Blum: Die Quelle des güldenen Wasserfalls. In: Barks Library Special: Onkel Dagobert 14, 2000, S. 60–62 (Übersetzung von Johnny A. Grote).
- Geoffrey Blum: Geschichten vom Goldrausch. In: Barks Library Special: Onkel Dagobert 18, 2000, S. 21–24, 50–53 (Übersetzung von Johnny A. Grote).
- Geoffrey Blum: Kalter Krieg, warmes Herz, in: Barks Library Special: Onkel Dagobert 12, 2000, S. 30 f. (Übersetzung von Johnny A. Grote).
- Geoffrey Blum: Onkel Dagoberts Doppelgänger. In: Barks Library Special: Onkel Dagobert 11, 1999, S. 23–25 (Übersetzung von Johnny A. Grote).
- Geoffrey Blum: Reinkarnationen. In: Barks Library Special: Onkel Dagobert 11, 1999, S. 54–56 (Übersetzung von Johnny A. Grote).
- Jochen Bölsche: Das Ende der Ente. In: Spiegel Online / Spiegel Geschichte 4, 28. Juli 2009, (PDF; 668 kB).
- Massimo Bonura: How many memories for Uncle Scrooge?. In: Paolo Castagno (Hrsg.): Don Rosa – A Little Something Special, 2011, S. 117 f.
- Robert Boyd: Uncle $crooge, Imperialist – How to Read Donald Duck. In: The Comics Journal No. 138 (1990), S. 52–55.
- Michael Bregel: Dagobert Duck – Reicher Erbonkel mit reichem Familienerbe. In: Die Ducks – Eine Familienchronik, 2010, S. 165 f.
- Alessandro Cella: A duck who makes history – Scrooge McDuck meets real historical personalities. In: Paolo Castagno (Hrsg.): Don Rosa – A Little Something Special, 2011, S. 143–147.
- Dana Gabbard, Geoffrey Blum: The Color of Truth is Gray. In: Walt Disney’s Uncle Scrooge Adventures in Color No. 24 (1997), S. 23–26.
- Bernd Dolle-Weinkauff: Dagobert Duck: Vom Griesgram zum Fantastilliardär – Einige Kapitel aus der Urgeschichte der reichsten Ente der Welt. (PDF; 11,0 MB) In: Forschung Frankfurt, 2012, Nr. 2, S. 124–126.
- Matthias Heine: Enten wie Dagobert sind keine Heuschrecken. In: Die Welt online, 24. Dezember 2007.
- Rupert Koppold: Ein Kapitalist? Nein, ein Sparer! In: Stuttgarter Zeitung, 23. November 2012.
- David Kunzle: Dispossession by Ducks: The Imperialist Treasure Hunt in Southeast Asia. In: Art Journal Vol. 49 (1990), No. 2: Depictions of the Dispossessed, S. 159–166, Zusammenfassung.
- Peter Mühlbauer: Dagobert Duck wird 60. In: heise.de, 24. Dezember 2007.
- Andreas Platthaus: Herzlichen Glückwunsch, Herr Duck. In: 60 Jahre Onkel Dagobert. 2007, S. 4–7.
- Andreas Platthaus: Im Schatten des Geldspeichers. In: Onkel Dagobert – Milliardenraub in Entenhausen. 2011, S. 5–10.
- Andreas Platthaus: Wer wird Milliardär? In: Barks Onkel Dagobert 1, 2009, S. 4 f.
- Paolo Raile: Dagobert Duck und Alfred Adler. Eine Lebensstilanalyse der reichsten Ente der Welt. (PDF) In: Zeitschrift für freie psychoanalytische Forschung und Individualpsychologie (ZfPFI) 3. Jg., Nr. 2, Dezember 2016, ISSN 2313-4267, doi:10.15136/2016.3.2, S. 107–123.
- Jano Rohleder: Ein Onkel, sie zu knechten. In: Ich, Onkel Dagobert. Egmont, Köln 2015, ISBN 978-3-7704-3793-1, S. 8–11.
- Mattia Simeoni: Who needs to be rich if you have self-respect? In: Paolo Castagno (Hrsg.): Don Rosa – A Little Something Special, 2011, S. 303 f.
- Silvia „Nebulina“ Toccafondi: Mr. Kane and Mr. Duck – Two great characters from previous century. In: Paolo Castagno (Hrsg.): Don Rosa – A Little Something Special, 2011, S. 97.

## Zitierte Comics
1. ↑  Carl Barks: Micro-Ducks from Outer Space (dt.: Besuch vom Planeten Diana) (Übersetzung von Erika Fuchs in Micky Maus 17/1968)
2. ↑  Carl Barks: Christmas on Bear Mountain (dt.: Die Mutprobe), Erstveröffentlichung in Walt Disney’s Four Color Comics # 178: Donald Duck (1947).
3. ↑  Carl Barks: Christmas on Bear Mountain (dt.: Die Mutprobe) (Übersetzung von Erika Fuchs in Micky Maus 26/1957).
4. ↑  Carl Barks: Foxy Relations (dt.: Die Fuchsjagd).
5. ↑  Carl Barks: Only A Poor Old Man (dt.: Der arme alte Mann).
6. ↑  Carl Barks: Oddball Odyssey (dt.: Die Irrfahrten des Dagobert Duck).
7. ↑  Carl Barks: The Old Castle’s Secret (dt.: Das Gespenst von Duckenburgh).
8. 1 2  Carl Barks: Voodoo Hoodoo (dt.: Wudu-Hudu-Zauber oder Ein Zombie geht durch die Stadt).
9. ↑  Carl Barks: Only a Poor Old Man (dt.: Der arme reiche Mann) (Übersetzung von Erika Fuchs in Micky Maus Sonderheft 10 (1954)).
10. ↑  Vgl. z. B. Don Rosa: The Last of the Clan McDuck (dt.: Der Letzte aus dem Clan der Ducks), S. 7, 7. Panel.
11. ↑  Don Rosa: The Empire-Builder from Calisota/The Richest Duck in the World (dt.: Der Geschäftsmann ohne Gewissen/Der gewissenlose Geschäftsmann aus Entenhausen), S. 8–10.
12. ↑  Romano Scarpa: Zio Paperone e l’ultimo balabù (dt.: Der letzte Gulu-Gulu).
13. ↑  Edele Kenner/Vicar: The Return Of The Micro-Ducks From Outer Space (dt.: Besuch von einem anderen Stern).
14. ↑  Tom Anderson/Vicar: Klondike Pipeline (dt.: Pipeline-Probleme).
15. ↑  Carl Barks: Back to the Klondike (dt.: Wiedersehen mit Klondyke) und Ders.: Micro-Ducks from Outer Space (dt.: Besuch vom Planeten Diana).
16. ↑  Rudy Salvagnini/Giorgio Cavazzano: Zio Paperone e l’uomo dei paperi (dt.: Der Mann hinter den Ducks).
17. ↑  Don Rosa: The Last of the Clan McDuck (dt.: Der Letzte aus dem Clan der Ducks)
18. ↑  Siehe auch Vic Lockmann, Carl Barks: The Invisible Intruder (dt.: Die Geschichte von Onkel Dagoberts Bett).
19. ↑  Siehe auch Carl Fallberg, Tony Strobl: Chairman of the Bored (dt.: Die große Langeweile).
20. ↑  Carl Barks: The Magic Hourglass (dt.: Die magische Sanduhr).
21. ↑  Carl Barks: The Great Steamboat Race (dt.: Wettfahrt auf dem Mississippi); Ders.: The Fantastic River Race (dt.: Jugenderinnerungen); Don Rosa: The Master of the Mississippi (dt.: Der Herr des Mississippi).
22. ↑  Carl Barks: Only a Poor Old Man (dt.: Der arme reiche Mann), S. 8, 1. Panel; Don Rosa: The Buckaroo of the Badlands (dt.: Der Held der Badlands).
23. ↑  Carl Barks: Only a Poor Old Man (dt.: Der arme reiche Mann), S. 8, 2. und 3. Panel; Don Rosa: The King of the Copper Hill (dt.: Der Kupferkönig/Der Kupferkönig von Montana).
24. ↑  Carl Barks: The Loony Lunar Gold Rush (dt.: Der Lockruf des Mondgoldes); Don Rosa: The Terror of the Transvaal (dt.: Der Schrecken von Transvaal).
25. ↑  Carl Barks: Return To Pizen Bluff (dt.: Eine windige Geschichte); Don Rosa: The Vigilante of Pizen Bluff (dt.: Der Rächer von Windy City).
26. ↑  Carl Barks: The Loony Lunar Gold Rush (dt.: Der Lockruf des Mondgoldes); Don Rosa: Dreamtime Duck of the Never Never (dt.: Der Jäger des heiligen Opals).
27. ↑  Carl Barks: Back to the Klondike (dt.: Wiedersehen mit Klondyke), S. 12, 3. Panel (wobei Dagobert in der deutschen Übersetzung von einem Hühnerei spricht (vgl. Barks’ Onkel Dagobert – Band 1. 2009, S. 53)); Don Rosa: The Argonaut of White Agony Creek (dt.: Der Einsiedler am White Agony Creek), S. 24 f.
28. ↑  Don Rosa: The Billionaire of Dismal Downs (dt.: Der Milliardär im Hochmoor), S. 2, 4. Panel.
29. ↑  Carl Barks: The Loony Lunar Gold Rush (dt.: Der Lockruf des Mondgoldes); Don Rosa: The Billionaire of Dismal Downs (dt.: Der Milliardär im Hochmoor), S. 3, 3. Panel.
30. ↑  Carl Barks: The Money Well (dt.: Die Geldquelle); Ders.: Migrating Millions (dt.: Moderne Zeiten).
31. ↑  Don Rosa: The Billionaire of Dismal Downs (dt.: Der Milliardär im Hochmoor), S. 13, 2. Panel.
32. ↑  Don Rosa: The Invader of Fort Duckburg (dt.: Der Eroberer von Fort Entenhausen), S. 14 f.
33. ↑  Don Rosa: The Empire-Builder from Calisota/The Richest Duck in the World (dt.: Der Geschäftsmann ohne Gewissen/Der gewissenlose Geschäftsmann aus Entenhausen).
34. ↑  Carl Barks: Christmas on Bear Mountain (dt.: Die Mutprobe).
35. ↑  Erstmals zu sehen in Carl Barks: Back to the Klondike (dt.: Wiedersehen mit Klondyke), S. 5, 3. Panel.
36. ↑  Ab Carl Barks: The Pixilated Parrot (dt.: Der zählende Papagei).
37. ↑  Carl Barks: The Golden Fleecing (dt.: Das goldene Vlies); Ders.: The Lemming With the Locket (dt.: Der Käse von Kirkebö).
38. ↑  Siehe auch Don Rosa: The Billionaire of Dismal Downs (dt.: Der Milliardär im Hochmoor), S. 5, 4. Panel (Gehrock) und Ders.: The Empire-Builder from Calisota/The Richest Duck in the World (dt.: Der Geschäftsmann ohne Gewissen/Der gewissenlose Geschäftsmann aus Entenhausen), S. 15, 1. Panel (Zylinder und Stock).
39. ↑  Carl Barks: The Money Well (dt.: Die Geldquelle)
40. ↑  Carl Barks: Micro-Ducks from Outer Space (dt.: Besuch vom Planeten Diana).
41. ↑  Carl Barks: The Pixilated Parrot (dt.: Das mathematische Wundertier).
42. ↑  Carl Barks: Gladstone’s Terrible Secret (dt.: Eine peinliche Enthüllung).
43. ↑  Carl Barks: Uncle Scrooge goes to Disneyland (dt.: Onkel Dagobert und der Zauberspiegel).
44. ↑  Vgl. Don Rosa: The Universal Solvent (dt.: Die Reise zum Mittelpunkt der Erde), S. 3, 2. Panel und S. 23, 9. Panel.
45. ↑  In Carl Barks: The Midas Touch (dt.: Der Midas-Effekt); einziger weiterer Auftritt bei Barks (unter Nennung ihres Namens Mrs. Quackfaster, von Erika Fuchs zunächst wörtlich mit Fräulein Quackeschnell übersetzt) in Ders.: A Spicy Tale (dt.: Eine würzige Geschichte).
46. ↑  In Rodolfo Cimino/Massimo De Vita: Zio Paperone e l’angolare di sicurezza.
47. ↑  Z. B. in Don Rosa: The Invader Of Fort Duckburg (dt.: Der Eroberer von Fort Entenhausen), S. 2–4.
48. ↑  Carl Barks: Back to the Klondike (dt.: Wiedersehen mit Klondyke), S. 6, 5. Panel.
49. ↑  Carl Barks: Back to the Klondike (dt.: Wiedersehen mit Klondyke), S. 6 f. und 11–15.
50. ↑  Insbesondere in Don Rosa: The Argonaut of White Agony Creek (dt.: Der Einsiedler am White Agony Creek) und Ders.: Hearts of the Yukon (dt.: Verschwörung der Gauner/Die zwei Herzen des Yukon).
51. ↑  In Don Rosa: Last sled to Dawson (dt.: Der letzte Schlitten nach Dawson), Ders.: A Little Something Special (dt.: Sein goldenes Jubiläum) und Ders.: The Dream of a Lifetime (dt.: Lebensträume).
52. ↑  In Romano Scarpa: Paperino e la farfalla di Colombo (dt.: Der Kolumbusfalter).
53. ↑  Erstmals in Carl Barks: Terror of the Beagle Boys (dt.: Der Selbstschuss), Walt Disney’s Comics and Stories 134 (1951).
54. ↑  In Carl Barks: The Midas Touch (dt.: Der Midas-Effekt).
55. ↑  Z. B. in Don Rosa: The Invader Of Fort Duckburg (dt.: Der Eroberer von Fort Entenhausen), S. 9, 4. Panel.
56. ↑  Z. B. in Don Rosa: On a Silver Platter (dt.: Der magische Tunnel), S. 5, 4. Panel.
57. ↑  Erstmals in Carl Barks: Mystery of the Ghost Town Railroad/Gold Town Railroad (dt.: Das Geheimnis der Eisenbahnaktien).
58. ↑  Mac Moneysac tritt erstmals in Carl Barks: The Second-richest Duck (dt.: Der zweitreichste Mann der Welt) auf, Klaas Klever wird in Ders.: Boat Buster (dt.: Das Bootsrennen) eingeführt.
59. ↑  In Don Rosa: The King of the Copper Hill (dt.: Der Kupferkönig/Der Kupferkönig von Montana), S. 6, 9. Panel und S. 7, 1. Panel (Klaas Klever) und Ders.: The Terror of the Transvaal (dt.: Der Schrecken von Transvaal) (Mac Moneysac).
60. ↑  Vgl. z. B. Paul Halas/Vicar: Nantucket Nellie (dt.: Der zweitreichste Mann der Welt) (Mac Moneysac); Bruno Sarda/Valerio Held: Zio Paperone e il giorno della concordia (dt.: Rivalen der Liebe) (Klaas Klever).
61. ↑  Z. B. in Osvaldo Pavese/Giuseppe Perego: Zio Paperone e il bisbilione (dt.: Klub der Milliardäre).
62. ↑  Z. B. in A Little Something Special (dt.: Sein goldenes Jubiläum).
63. ↑  Carl Barks: The Big Bin on Killmotor Hill (dt.: Eingefrorenes Geld).
64. ↑  Carl Barks: Migrating Millions (dt.: Moderne Zeiten).
65. ↑  Z. B. in Carl Barks: Trouble Indemnity (dt.: Berufssorgen).
66. ↑  Insbesondere in Carl Barks: Christmas on Bear Mountain (dt.: Die Mutprobe).
67. ↑  Carl Barks: Billions to Sneeze At (dt.: Wehe dem, der Schulden macht) (Übersetzung von Erika Fuchs in Micky Maus 23/1990).
68. ↑  In Carl Barks: Billions to Sneeze At (dt.: Wehe dem, der Schulden macht).
69. ↑  Carl Barks: The Menehune Mystery (dt.: Unternehmen Inselfrieden), S. 3, 4. Panel.
70. ↑  In Carl Barks: The Big Bin on Killmotor Hill (dt.: Eingefrorenes Geld)
71. ↑  Z. B. in Carl Barks: Some Heir over the Rainbow (dt.: Der richtige Erbe)
72. ↑  Z. B. in Daniel Branca: Captain Capon’s Treasure (dt.: Sichere Zeiten), Micky Maus 2/1985, S. 2, 2. Panel.
73. ↑  Z. B. in Carl Barks: The Many Faces of Magica de Spell (dt.: Die vielen Gesichter der Gundel Gaukeley), Micky Maus 39/1976, S. 2, 4. Panel.
74. ↑  Z. B. in Don Rosa: The Treasury Of Croesus (dt.: Die Botschaft der Säulen), Micky Maus 2/1995, S. 1, 6. Panel.
75. ↑  Don Rosa: The Empire-Builder from Calisota/The Richest Duck in the World (dt.: Der Geschäftsmann ohne Gewissen/Der gewissenlose Geschäftsmann aus Entenhausen), S. 8, 2. Panel: „‚Lucky‘ Dime?! What thimble-headed gherkin invented 'that' supreme bit of absolute balderdash?!“ (Übersetzung von Peter Daibenzeiher in Onkel Dagobert – Sein Leben, seine Milliarden (2003)).
76. ↑  Don Rosa: The Last of the Clan McDuck (dt.: Der Letzte aus dem Clan der Ducks), S. 6, 5. und 6. Panel.
77. ↑  Don Rosa: The Last of the Clan McDuck (dt.: Der Letzte aus dem Clan der Ducks), S. 12, 4. und 5. Panel.
78. ↑  Carl Barks: Cattle King (dt.: Der Rinderkönig).
79. ↑  Vic Lockman, Pete Alvarado: 'The Yacht Plot (dt.: Ein schwerer Reinfall), dt. Erstveröffentlichung in Micky Maus 36/1969.
80. ↑  Don Rosa: The Treasure of the Ten Avatars (dt.: Expedition nach Shambala).